# كابوس في شارع إلم (فلم 2010)
كابوس في شارع إلم (بالإنجليزية: A Nightmare on Elm Street) هو فيلم

## وصلات خارجية
- الموقع الرسمي
- مقالات تستعمل روابط فنية بلا صلة مع ويكي بيانات
- كابوس في شارع إلم at ميتاكريتيك